# Морандо, Паоло
Паоло Морандо (итал. Paolo Morando), по прозванию Иль Каваццола (итал. Il Cavazzola; 1485 / 1488, Верона, Венецианская республика — 13 августа 1522, там же) — итальянский живописец веронской школы эпохи Возрождения.

## Биография

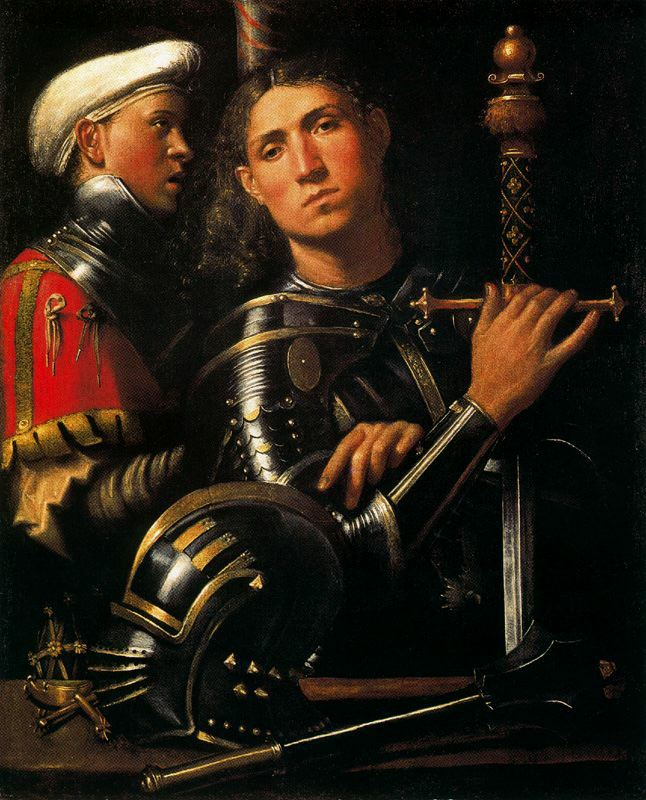
«Портрет рыцаря с оруженосцем» (ок. 1509). Холст, масло. 90 х 73 см. Галерея Уффици, Флоренция

Родился между 1485 и 1488 годами в Вероне. Обучался живописи в мастерской Доменико Мороне и его сына Франческо Мороне. Влияние учителей сказалось на внимании, с которым живописец относился к пурпурному цвету и к яркости в своих картинах. Это особенно заметно в его ранних работах, таких, как «Мадонна, кормящая грудью» и «Благовещение» для церкви Сан-Бьяджо в Вероне.
В более поздних работах Морандо большое внимание уделял пластичности образов и глубине теней, чем создавал эффект скульптурного изображения. К этому периоду относится его иконографическое полотно «Мадонна за чтением» 1508 года, в котором заметно влияние творчества Джованни Беллини и ломбардской живописной школы.
После совместной работой с Франческо Мороне над картиной «Сошествие Святого Духа», написанной ими для капеллы Минискальки в церкви Сант’Анастазия в Вероне, в 1510 году Морандо написал фреску «Благовещение» в церкви Сан-Наццаро в Вероне. В ней он соединил все приобретённые им знания в области живописи, такие, как пластичность форм, чистота цвета и насыщенная яркость орнаментов с перспективой, характерной для живописных работ Браманте и Мантеньи.
В 1510-х годах живописец испытал влияние творчества Рафаэля и Джованни Карото, что можно наблюдать в его полотнах «Алтарь Добродетели» и «Мадонна со святым Иоанном». В то же время, в некоторых «Мадоннах» Морандо чувствуется влияние Джорджоне, как в изображении бытового и пейзажного фона, так и в цветовой гамме. Одной из значительных работ этого периода в творчестве художника является полиптих с историей Страстей Христа 1517 года, в котором он соединил различные техники итальянских региональных живописных школ.
В картинах «Положение во гроб» и «Молитва в Гефсиманском саду» Морандо продемонстрировал яркий образец современных ему колористических диссоциаций, свойственных творчеству Паоло Веронезе. Художник был также известен, как хороший портретист. В этом жанре он отошел от практики использования сфумато. Его портреты отличаются образной выразительностью и глубоким психологизмом, как, например, «Портрет благородного мужчины» 1520 года, который ныне хранится в Галерее старых мастеров в Дрездене. Морандо умер в родном городе в 1522 году.